# Polycyrtus constricticlavus
Polycyrtus constricticlavus är en stekelart som beskrevs av Joseph Augustine Cushman 1931. Polycyrtus constricticlavus ingår i släktet Polycyrtus och familjen brokparasitsteklar. Inga underarter finns listade i Catalogue of Life.